# Solange Knowles
Solange Piaget Knowles (n. 24 iunie 1986), este o cântăreață și actriță americană din Houston, Texas, este sora cântăreței Beyoncé Knowles.

## Discografie
- Solo Star (2002)
- Sol-Angel and the Hadley St. Dreams (2008)

## Filmografie
| An   | Titlu                       | Rol           |
| ---- | --------------------------- | ------------- |
| 2004 | Johnson Family Vacation     | Nikki Johnson |
| 2006 | Bring It On: All or Nothing | Camille       |
| 2010 | Yo Gabba Gabba              | Ea însuși     |